# Рајко Милошевић
Рајко Милошевић познат и као Гера и R. M. Guéra ( Београд, 24. новембар 1959) јесте српски стрипар и ликовни уметник. Од 1991. живи у Барселони, Шпанија.

## Биографија
Дебитовао је у југословенском стрипу касних 1970-их у часопису Тик-Так, али је први већи успех доживео 1982, у часопису Ју стрип, серијалом „Елмер Џонс“, вестерном чији је сценариста био Драган Савић. Аутори су сарађивали и на серијалу „Тексашки јахачи“ (1984).
Милошевић објављује у Шпанији, Француској и САД. Тренутно ради за амерички "Vertigo Comics" серијал „Скалпирани“ ("Scalped"), са сценаристом Џејсоном Ароном (Jason Aaron), високо оцењен и од публике и од критике.
Додељено му је специјално признање за допринос српском стрипу на Међународном салону стрипа у Београду, 2009.